# Wahlbezirk Böhmen 19
Der Wahlbezirk Böhmen 19 war ein Wahlkreis für die Wahlen zum Abgeordnetenhaus im österreichischen Kronland Böhmen. Der Wahlbezirk wurde 1907 mit der Einführung der Reichsratswahlordnung geschaffen und bestand bis zum Zusammenbruch der Habsburgermonarchie.

## Geschichte
Nachdem der Reichsrat im Herbst 1906 das allgemeine, gleiche, geheime und direkte Männerwahlrecht beschlossen hatte, wurde mit 26. Jänner 1907 die große Wahlrechtsreform durch Sanktionierung von Kaiser Franz Joseph I. gültig. Mit der neuen Reichsratswahlordnung schuf man insgesamt 516 Wahlbezirke mit je einem zu wählenden Abgeordneten, die durch Direktwahl mit allfälliger Stichwahl bestimmt wurden. Der Wahlkreis Böhmen 19 umfasste die Städte Kladno, Buštěhrad, Kročehlaw, Unhošť, Rakonitz und Beraun. Aus der Reichsratswahl 1907 ging Ludvík Aust von den Sozialdemokraten als Sieger hervor. Aust konnte seinen Sitz auch bei den Reichsratswahlen 1911 verteidigen.

## Wahlen

### Reichsratswahl 1907
Die Reichsratswahl 1907 wurde am 14. Mai 1907 durchgeführt. Die Stichwahl entfiel auf Grund der absoluten Mehrheit von Aust im ersten Wahlgang.
| Kandidat                                                                | Partei                              | Wahlkreisstimmen | Prozent |
| ----------------------------------------------------------------------- | ----------------------------------- | ---------------- | ------- |
| Ludvík Aust                                                             | Sozialdemokratische Partei          | 5513             | 55,5 %  |
| Hruska                                                                  | Alttschechen                        | 2529             | 25,5 %  |
| Schleyder                                                               | Tschechisch national-soziale Partei | 1715             | 17,3 %  |
| Prade                                                                   |                                     | 161              | 1,6 %   |
|                                                                         | Sonstige Parteien                   | 17               | 0,2 %   |
| Wahlberechtigte: 11.350, Ungültige Stimmen: 41, Wahlbeteiligung: 87,9 % |                                     |                  |         |

### Reichsratswahl 1911
Die Reichsratswahl 1911 wurde am 13. Juni 1911 durchgeführt. Die Stichwahl entfiel auf Grund des absoluten Mehrheit für Aust im ersten Wahlgang.
| Kandidat                                                                | Partei                                               | Wahlkreisstimmen | Prozent |
| ----------------------------------------------------------------------- | ---------------------------------------------------- | ---------------- | ------- |
| Ludvík Aust                                                             | Sozialdemokratische Partei                           | 5885             | 54,5 %  |
| Josef Sláma                                                             | Tschechisch national-soziale Partei                  | 2684             | 26,2 %  |
| Antonín Klouda                                                          | Tschechische staatsrechtlich-fortschrittliche Partei | 1118             | 10,9 %  |
| Bedřich Pospíšil                                                        | Christlichsoziale Partei                             | 548              | 5,3 %   |
|                                                                         | Sonstige                                             | 16               | 0,2 %   |
| Wahlberechtigte: 11.878, Ungültige Stimmen: 51, Wahlbeteiligung: 86,7 % |                                                      |                  |         |